# OK Corral (Bouches-du-Rhône)
 (août 2012).
Si vous disposez d'ouvrages ou d'articles de référence ou si vous connaissez des sites web de qualité traitant du thème abordé ici, merci de compléter l'article en donnant les références utiles à sa vérifiabilité et en les liant à la section « Notes et références ».
Pour les articles homonymes, voir O.K. Corral (homonymie).
OK Corral est un parc d'attractions situé à Cuges-les-Pins dans les Bouches-du-Rhône, entre Marseille et Toulon. Son nom est inspiré de la célèbre fusillade d'O.K. Corral qui vit l'affrontement, en 1881, de deux clans rivaux en Arizona. Le parc a une fréquentation annuelle de l’ordre de 400 000 visiteurs. Le record de visites a été atteint le dimanche 30 octobre 2016, avec 10 000 visiteurs dans la même journée.

## Histoire
L'histoire du parc commence en 1966. Jacky Rex et son épouse décident d'ouvrir un ranch auquel ils donnent très vite la touche western que l'on retrouve dans le parc.
Au fil des années, le ranch s'enrichit de plusieurs bâtiments, donnant bientôt l'illusion de l'Ouest américain.
En 1970, le ranch est racheté par Claude Lorge. Il le transforme en parc, en clôturant les lieux, en installant les premiers manèges et en mettant en place l'entrée payante.
Des animateurs de RMC (Jean-Pierre Foucault, Carole Chabrier, Léon) animent et commentent les spectacles du parc.
En 1979, le parc change de direction, les « Bembom Brothers » (originaires des Pays-Bas), prennent le relais et donnent au parc un réel essor.
Le parc est alors un exemple de site récréatif régional à rencontrer le succès. Ils sont 400 000 en 1991 et 450 000 à arpenter les allées en 1996. En 1993, un concept d'hébergement est mis en place. Le Monde des Tipis est créé. Sur une parcelle proche du parc, plus de soixante tipis sont installés. Le parc développe alors l'idée de resort à son échelle. En 1997, le parc accueille 450 000 visiteurs.
Le parc installe pour l'ouverture de la saison 2021 trois nouveaux manèges sous les noms TequilAbeilles, Piñata et Voladores. L'ouverture du parc est décalée au 12 juin à cause de la pandémie de Covid-19.

## Principales attractions

### Montagnes russes

#### Actuelles

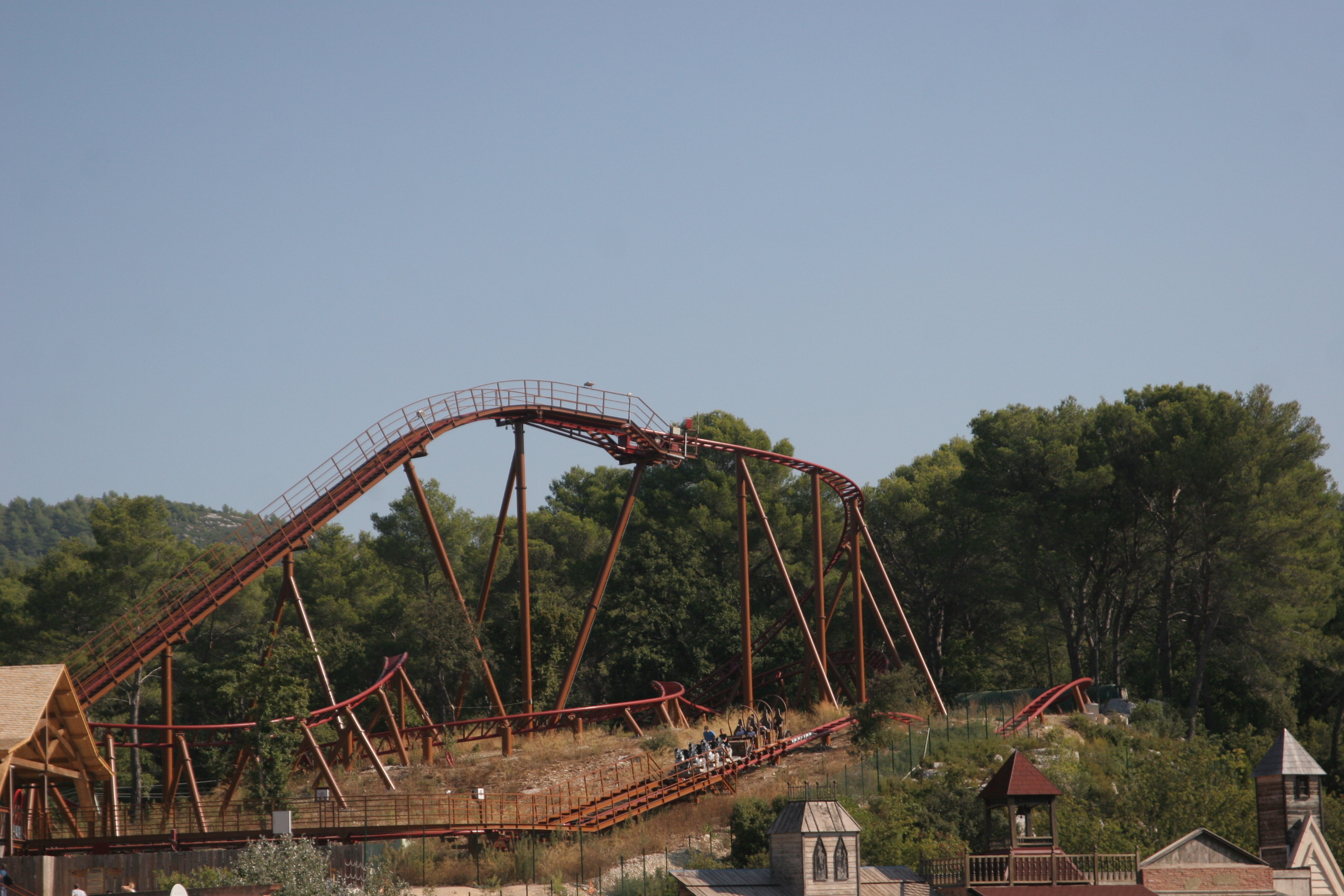
Pionneer

| Nom          | Type / Modèle                        | Constructeur | Année |
| ------------ | ------------------------------------ | ------------ | ----- |
| Pionneer     | Montagnes russes assises/ESC         | Zierer       | 2018  |
| Gold Rush    | Montagnes russes navette             | Gerstlauer   | 2012  |
| Serpent Hopi | Montagnes russes junior/Tivoli Large | Zierer       | 1984  |

- Pionneer

#### Disparues
| Nom                       | Type/ Modèle                          | Constructeur      | Ouverture | Fermeture |
| ------------------------- | ------------------------------------- | ----------------- | --------- | --------- |
| Lasso Loop                | Montagnes russes assises/Katapult     | Anton Schwarzkopf | 1993      | 2004      |
| Looping Star              | Montagnes russes assises/Looping Star | Anton Schwarzkopf | 1988      | 1991      |
| Looping Star              | Montagnes russes assises/Silverarrow  | Anton Schwarzkopf | 1981      | 1985      |
| Montagnes du Grand Canyon | Montagnes russes en métal/Zyklon Z64  | Pinfari           | 1970      | 2011      |

### Attractions aquatiques
- Alligator Island (2014) - Jet Skis, Zierer
- Splash Mountain (2001) - Bûches, Reverchon Industries
- Rapides du Colorado (1994) - Toboggan à radeaux, Van Egdom

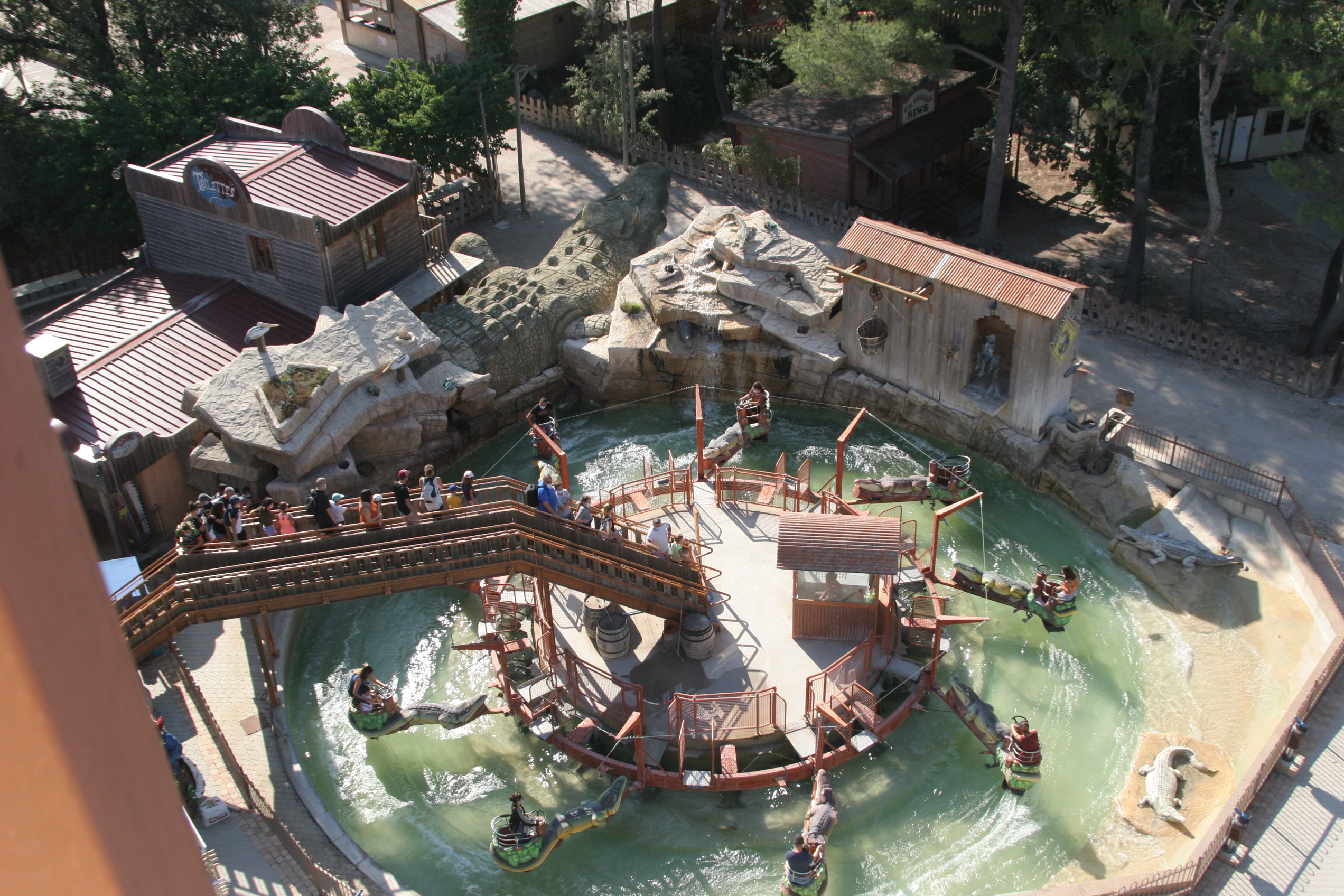
Alligator Island
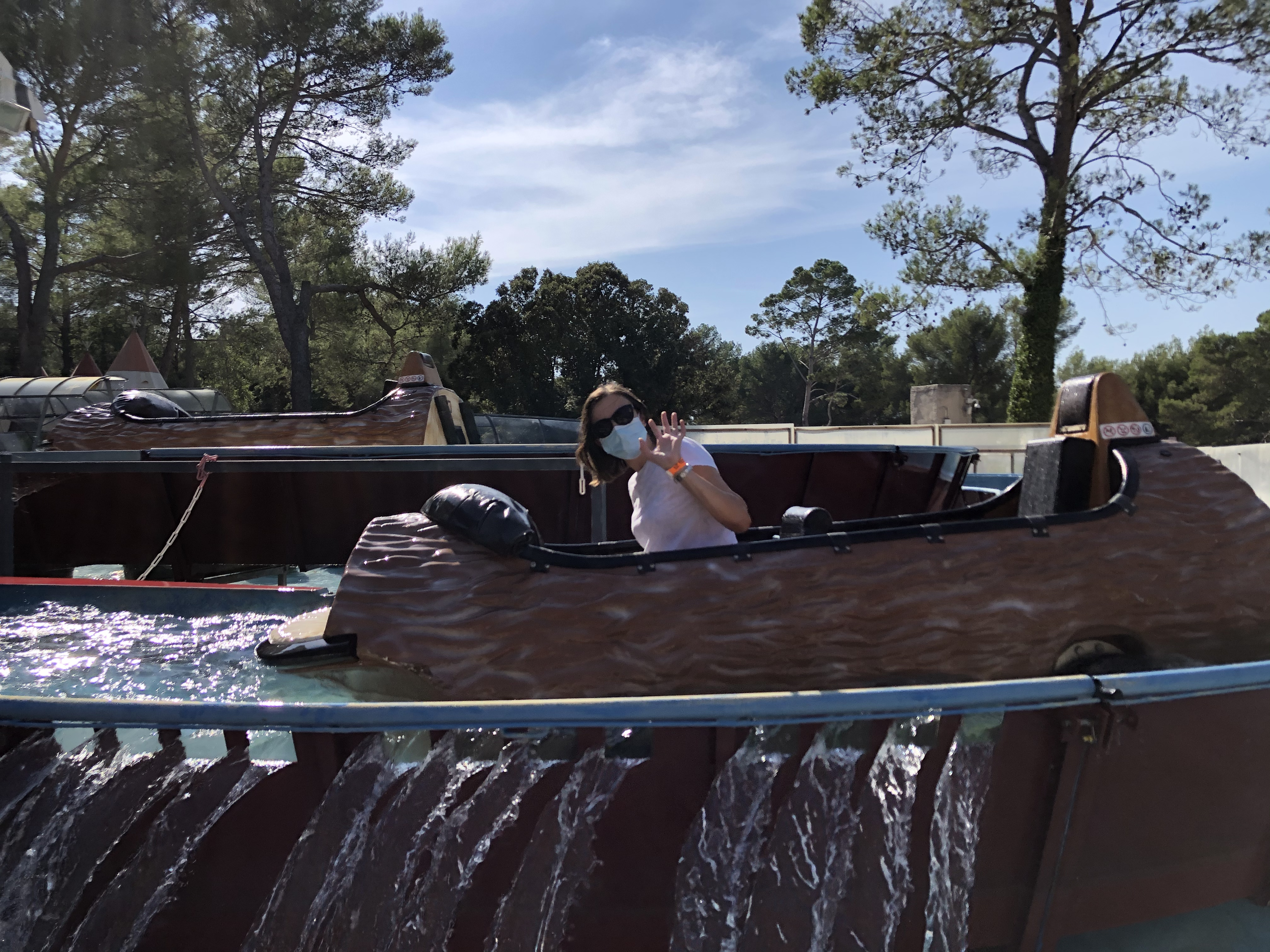
Splash Mountain

### Autres attractions
- L'Aigle noir (1970) un Troïka, Huss Rides
- Canoë indien (1992) un bateau à bascule, Zierer
- Coffee Time (1990) des petites tasses
- Crazy Horse (1998) un carrousel, Huss Rides
- Flying Turtle (2016) des chaises volantes, Zierer
- Grande ourse (2023) un Kontiki, Zierer
- Little canoë un bateau à bascule junior, SBF Visa
- Little bear des auto tamponneuses junior, SBF Visa
- Mexican Twist (1990) un Calypso, Mack Rides, sorte de Twist non suspendu, sans bras mais reposant sur des roues
- Les Montagnes sacrées (1978) un toboggan, Bennett
- Les Mystères de l'Ouest (2003) un parcours scénique, Heimo et I.E. Parks
- Pacific Railroad (2015) un train panoramique, Zamperla
- Piñata (2021) un Berg- & Talbahn, Zierer
- Pony Express (1993) des Chevaux Galopants, Metallbau Emmeln
- Rodéo (2009) une tour de chute, SBF Visa
- Swinging bears (2006) une pieuvre junior, I.E. Parks
- Tequil'Abeillles (2021) un Apollo 2000, Technical Park
- Texas boots (2006) un jump around, Zamperla
- Le Tipi de Sitting Bull (1970) une grande roue de 30 m, Technical Park
- Le Tornado des petites chaises volantes, Barbieri
- Tour N' Twist (2015) une tour de chute, SBF Visa
- Voladores (2021) un Rush Flight, Technical Park
- White Buffalo des auto tamponneuses, Reverchon Industries

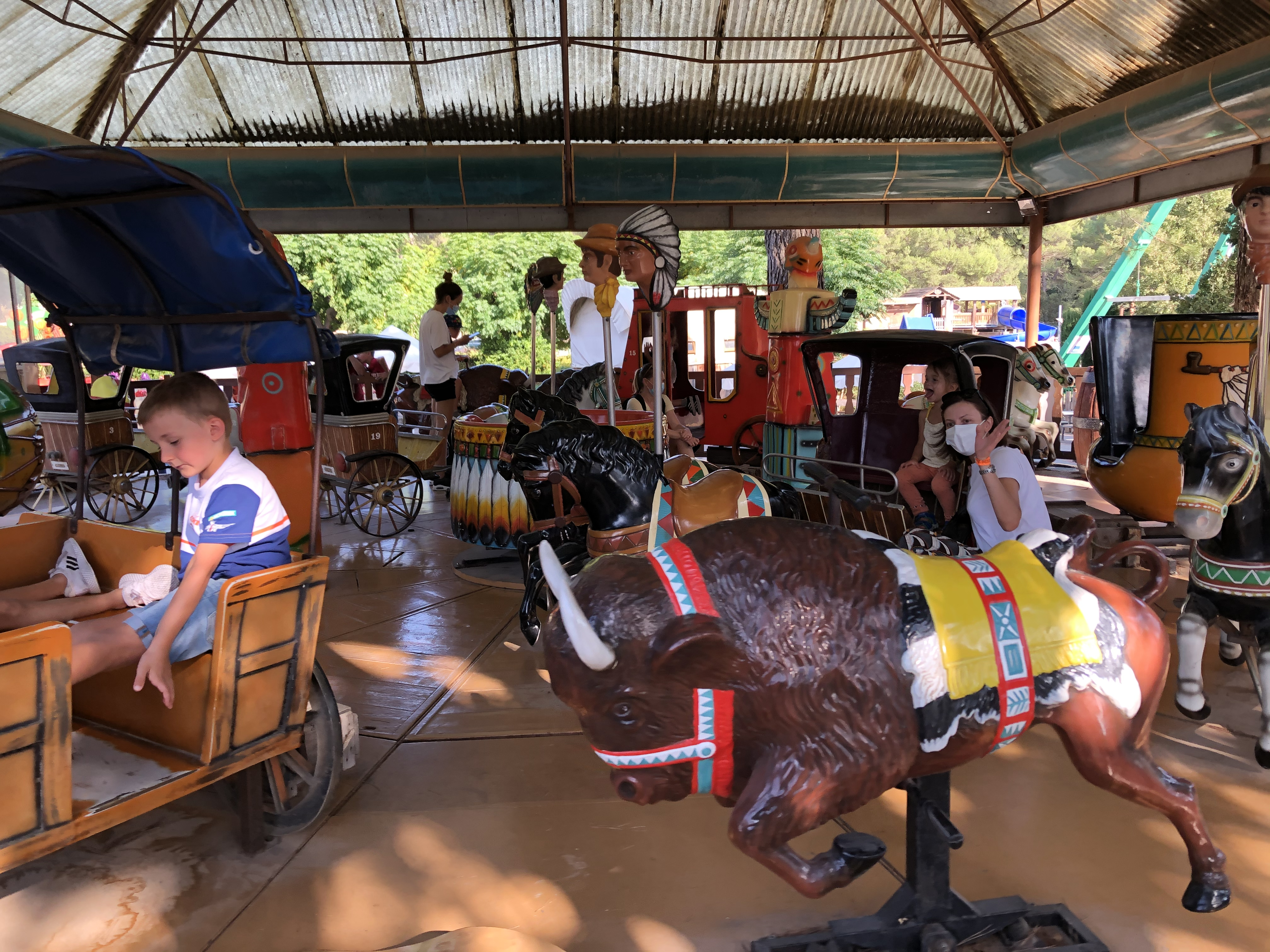
Crazy Horse
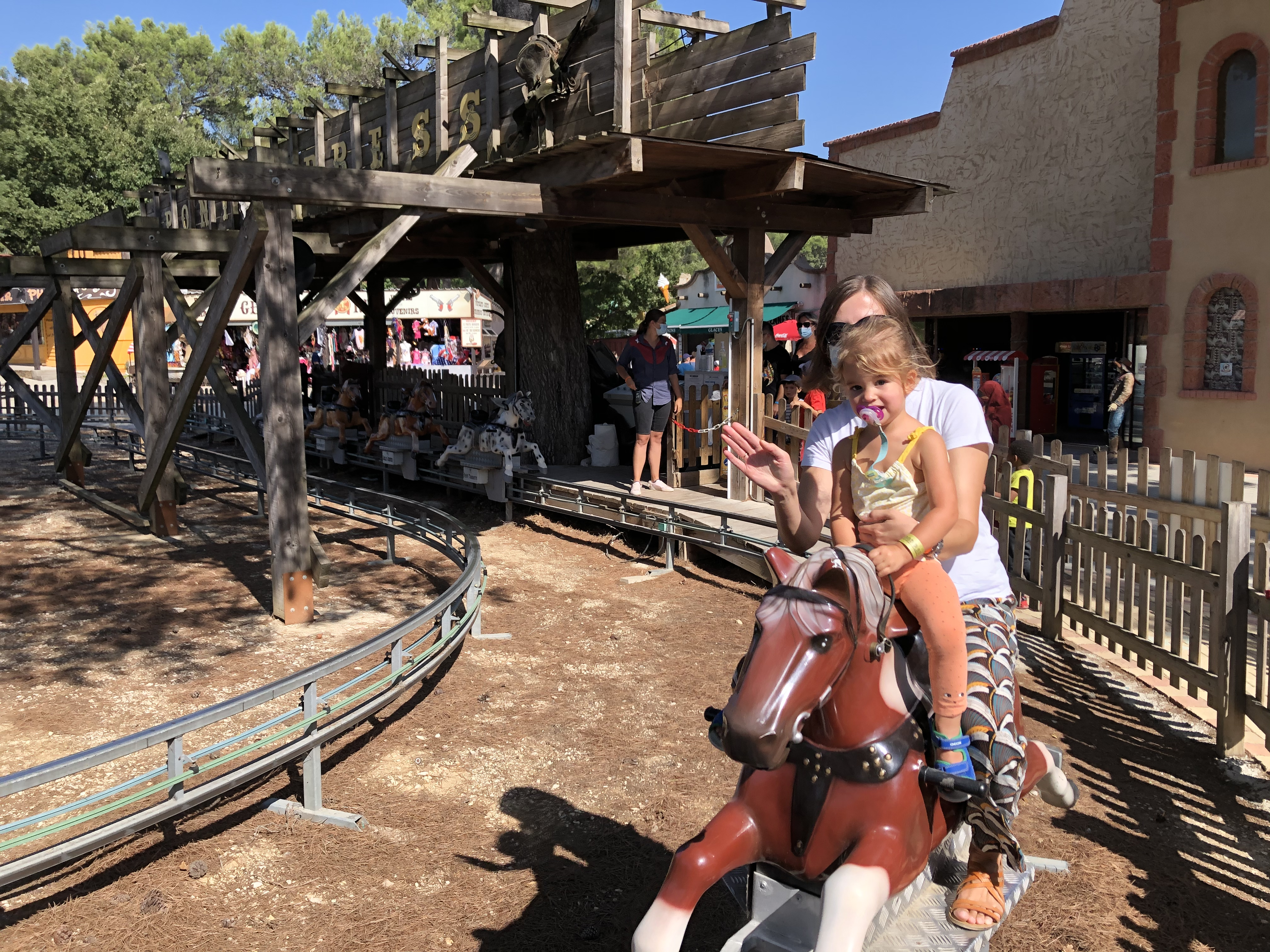
Pony Express
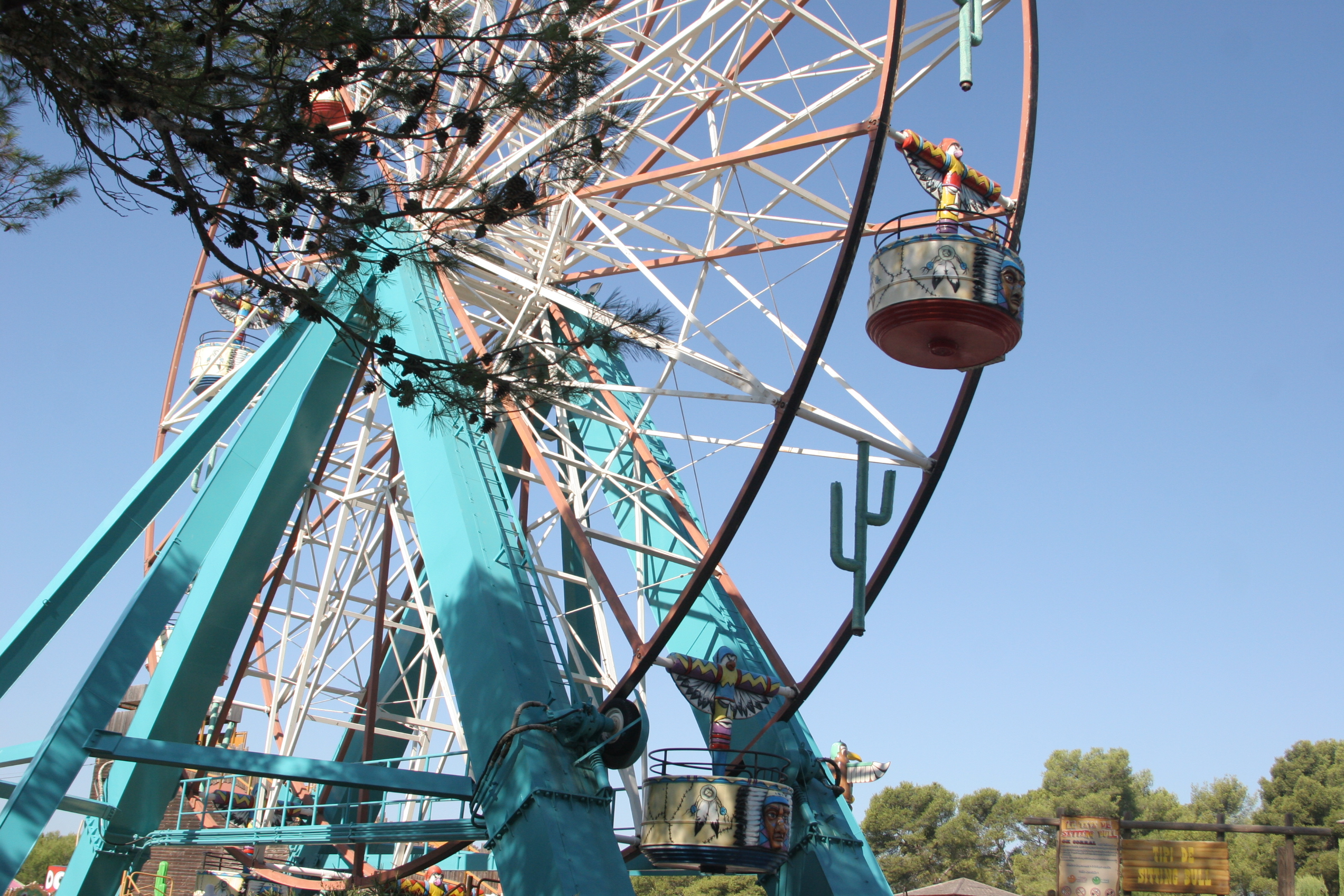
Le Tipi de Sitting Bull
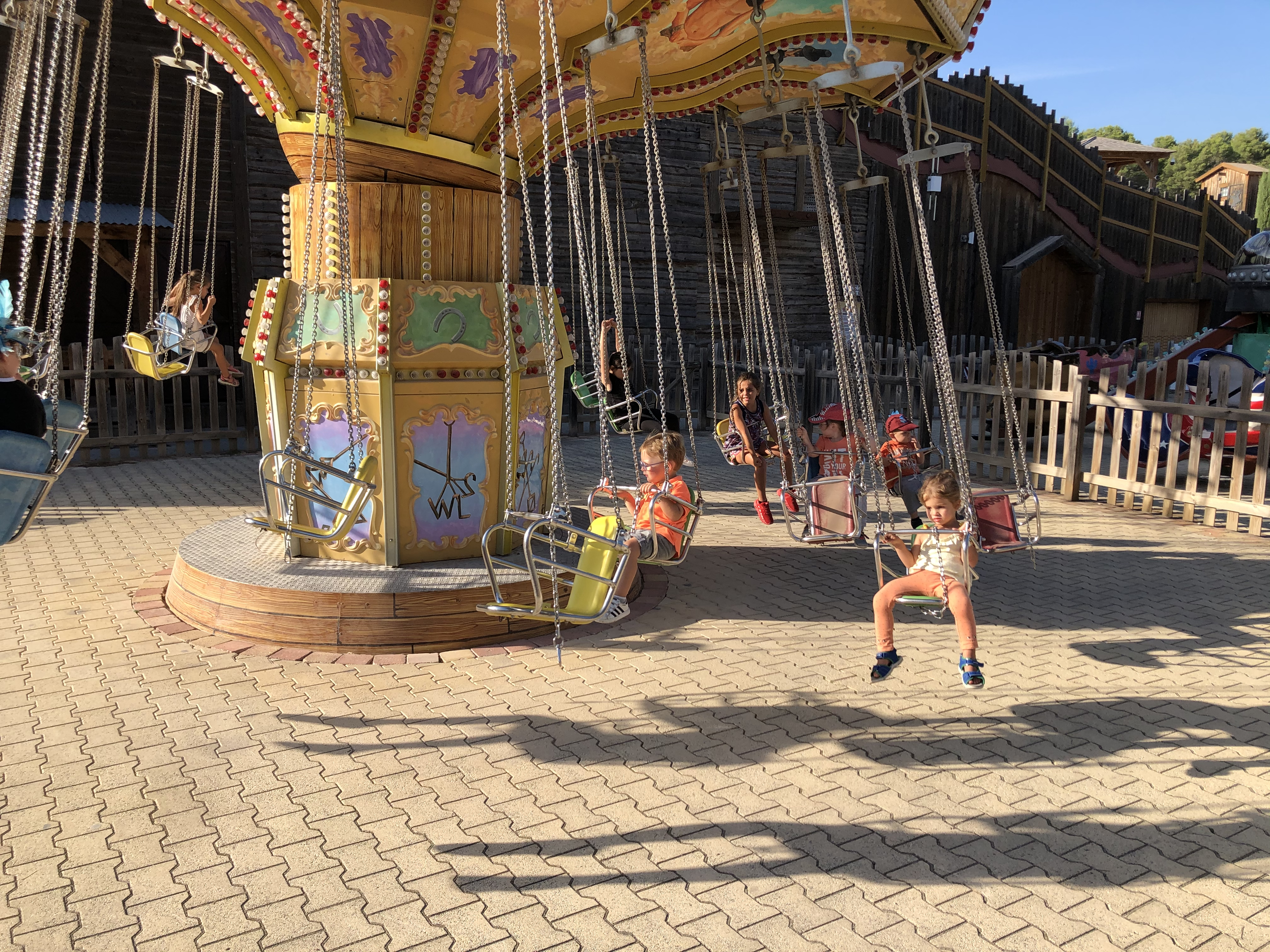
Le Tornado

### Espace aquatique
Depuis 1994, le parc possède un espace aquatique composé de deux toboggans :
- Blue River - Toboggan tubulaire
- Carbon Canyon - Toboggan tubulaire

### Attractions renommées
Plusieurs attractions ont été proposées dans le parc avant de changer de nom :
- La coccinelle ⇒ Serpent Hopi
- Le toboggan ⇒ Montagnes sacrées
- Le bateau-pirate ⇒ Canoë indien
- La grande roue ⇒ Tipi de Sitting Bull
- l'Enterprise ⇒ Soleil Levant
- La Troïka ⇒ L'Aigle noir
- Le Titanic délocalisé ⇒ relocalisé comme Le Sabre
- La Calypso ⇒ Mexican Twist (actuel)

### Attractions disparues
Plusieurs attractions ont été proposées dans le parc avant de disparaître. Notons ainsi les montagnes russes du constructeur allemand Anton Schwarzkopf telles que les deux Looping Star (1981-1985 et 1988-1991) et le Lasso Loop (modèle Katapult ouvert en 1993, fermé en 2004), la centrifugeuse Round-Up UFO (1970-1980), le Télescope Zeppelin (1970-1991), le manège de tasses en sombreros Mexican Twist (1990), la féerie des eaux Orgues aquatiques d'El Paso (1990-1993), le Soleil Levant (un Enterprise 1980-2009), l'ancien train fantôme (1970-2001) qui a été remplacé par les mystères de l'Ouest en 2003 et le Sabre (un Ranger 1983-2019).
Quant aux Montagnes du Grand Canyon, elles ont été démontées en 2012 pour faire place au nouveau circuit de montagnes russes Gold Rush puis relocalisées en 2014 à Kingoland.

## Données économiques
Le parc est exploité par la Société Française des Parcs d'Attractions. En 2021, il emploie 35 salariés et environ 200 saisonniers,. 
En 2017, elle a réalisé un chiffre d'affaires de 7 306 300 euros et dégagé un résultat de 105 200 euros.
Elle est dirigée par Maria Bembom.